# AB Gerh. Arehns Mekaniska Verkstad

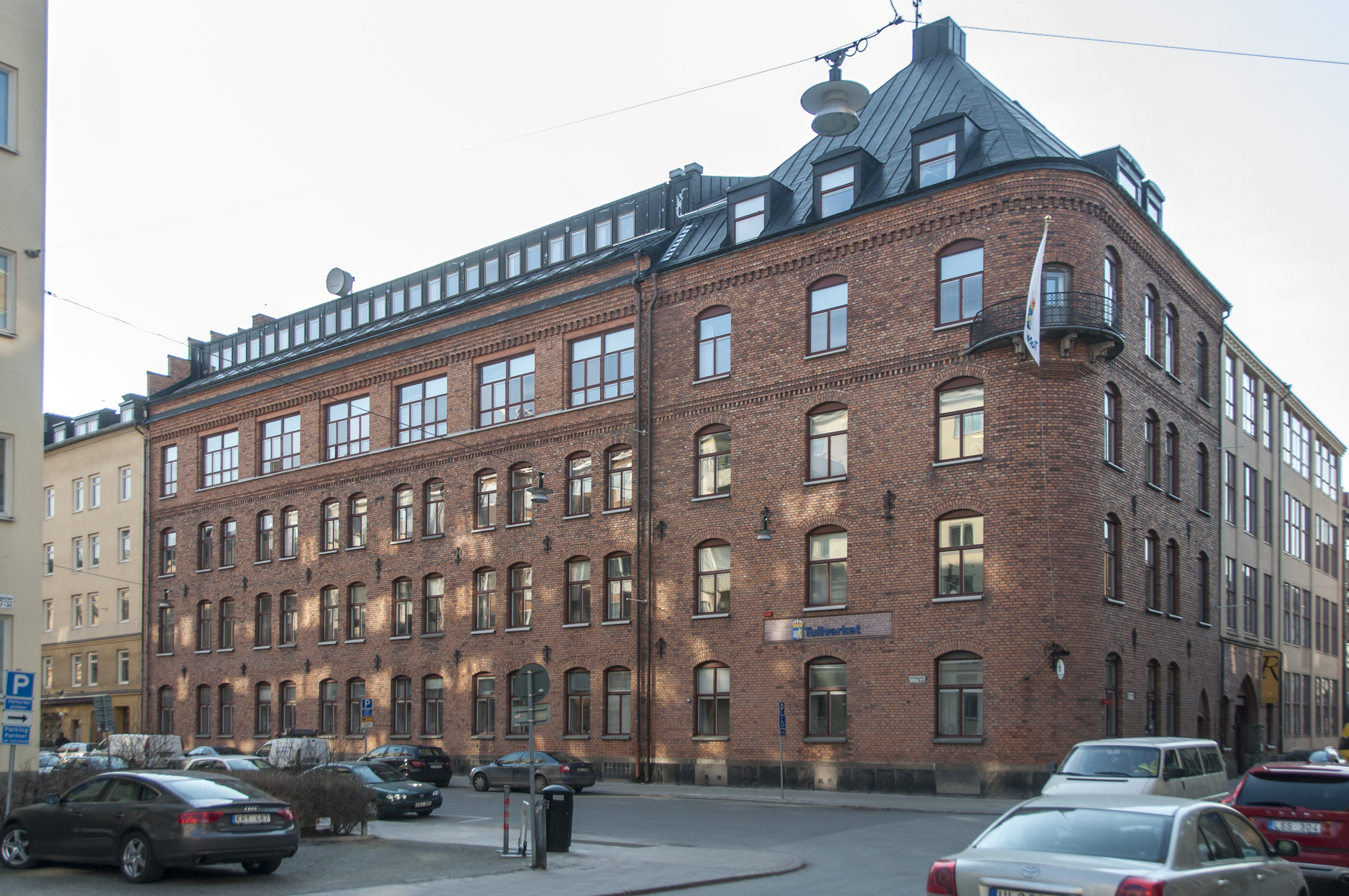
Fabriksbyggnaden i kvarteret Dykaren

AB Gerh. Arehns Mekaniska Verkstad var ett industriföretag i Stockholm.
Ingenjören Gerhard Arehn startade 1885 en fabrik på Kungsholmen i Stockholm för tillverkning av tändsticksaskar och av maskiner för att tillverka tändsticksaskar, delvis baserade på patent av fabrikens tekniske chef Frans Lundgren. År 1895 ombildades företaget till AB Gerh. Arehns Mekaniska Verkstad och nya fabrikslokaler uppfördes i kvarteret Dykaren på Kungsholmen enligt arkitekt Gustaf Lindgrens ritningar. Företaget köptes 1915 av AB Förenade Svenska Tändsticksfabrikerna och blev 1917 ett dotterföretag till Svenska Tändsticksaktiebolaget. Åren 1916-1918 utfördes en tillbyggnad av anläggningen efter ritningar av Georg A. Nilsson.
År 1955 slogs Arehns ihop med AB Siefvert & Fornander till Arenco AB.